# سبورتينغ براغا
نادي سبورتينغ براغا (بالبرتغالية: Sporting Clube de Braga‏) أحد أندية كرة القدم في البرتغال. تأسس النادي بتاريخ 19 يناير سنة 1921، واُعتمد النادي في لوائح الدوري البرتغالي لكرة القدم سنة 1934. نادي براغا يقع في مدينة براغا البرتـغالية بشمـال البرتغال. لون الفريق الأحمر والأبيض.

## ألقاب الفريق
بطل كأس الإنترتوتو مرة واحدة 2008
بطل الدرجة الثانية البرتغاليه مره واحده 1946-1947 م
بطل كأس الدوري البرتغالي مرة واحدة 2012 - 2013م
بطل كأس البرتغال مرتان 1956-1966 م/ 2015-2016م